# Szczeglice
Szczeglice – wieś w Polsce położona w województwie świętokrzyskim, w powiecie staszowskim, w gminie Bogoria.
W latach 1975–1998 miejscowość administracyjnie należała do województwa tarnobrzeskiego.

## Współczesne części wsi
Poniżej w tabeli 1 integralne części wsi Szczeglice (0788554) z aktualnie przypisanym im numerem SIMC (zgodnym z Systemem Identyfikatorów i Nazw Miejscowości) z katalogu TERYT (Krajowego Rejestru Urzędowego Podziału Terytorialnego Kraju).
| SIMC    | Nazwa              | Rodzaj  |
| ------- | ------------------ | ------- |
| 0788560 | Kolonia Szczeglice | kolonia |

## Dawne części wsi – obiekty fizjograficzne
W latach 70. XX wieku przyporządkowano i opracowano spis lokalnych części integralnych dla Szczeglic zawarty w tabeli 2.

| Nazwa wsi – miasta    | Nazwy części wsi – miasta                                           | Nazwy obiektów fizjograficznych – charakter obiektu |
| --------------------- | ------------------------------------------------------------------- | --- |
| I. Gromada SZCZEGLICE |                                                                     | |
| 1. Szczeglice         | 1. Chrusty 2. Dwór 3. Jadranówka 4. Szczeglice-Kolonia 5. Za Dworem | 1. Jadranówka — pole 2. Księża Łąka — łąka 3. Las Szczeglicki — pole 4. Lechówka — łąka 5. Niwa pod Wiśniewskim — pole 6. Pod Wysoczkami — pole 7. Pod Zagorzycami — pole 8. Sadek — pole 9. Sadzawki — staw 10. Stawiska — łąka 11. Szczeglice-Kolonia — pole 12. Śliwki — pole 13. Wapienny Dół — pole 14. Za Dworem — pole 15. Za Ogrodami — pole |

## Historia
Kościół w Szczeglicach został erygowany przed 1326 rokiem (prawdopodobnie w XII wieku). Według lokalnych podań, na samym początku w miejscu kościoła znajdowała się wczesnogotycka kapliczka, którą postawił jeden z możnych, w podziękowaniu za uratowanie życia przed bandytami. Z czasem wokół kapliczki zaczęto dokonywać pochówku zmarłych.
W 1326 roku proboszczem parafii był Olesław. Około 1380 r. Jan Grot kantor krakowski rozbudował dotychczasową świątynię przez dodanie nawy. Kościół wzniesiono z kamienia wapiennego, wzmacniając jego konstrukcję przez skarpy boczne w tyle prezbiterium. Biskup T. Oborski z Krakowa uroczyście poświęcił kościół 22 lipca 1633 r. Na pamiątkę tego wydarzenia w prezbiterium wmurowana została płyta, z napisem z roku 1638.
Wieś w XV w. nosiła nazwę Sczeglycze. Według Jana Długosza w połowie XV wieku dziedzicem Szczeglic był Jakub Jugoszowski herbu Habank. Wieś miała wówczas 7 łanów kmiecych, 2 karczmy i 2 zagrodników. Dziesięcinę konopną i snopową przekazywano z nich na przemian kościołowi w Szczeglicach i w Ujeździe. Folwark rycerski przekazywał dziesięcinę plebanowi w Szczeglicach. Pleban posiadał folwark z łąką, karczmę z rolą i zagrodę z rolą. Karczma stała przy drodze publicznej i dawała dziesięcinę biskupowi krakowskiemu (Długosz, L.B., II, 330, 343).
Według rejestru poborowego powiatu sandomierskiego z 1508 r. właścicielem części Szczeglic oraz wsi Rybitwy i Wysokie był Mikołaj Jugoszowski, który płacił z nich 1 grzywnę i 18 groszy podatku. Według rejestru z 1578 roku ze Szczeglic podatki płacił Bystrowski (za 3 osadników, 1 i 1/4 łana, 2 zagrodników z rolą, 2 komorników i 2 biednych) oraz Jaźwiecki (za 3 osadników, 1 łana, 2 biednych, 2 rzemieślników, 1 rybaka).
Wieś w 1629 roku należała do Stanisława Bystrzejowskiego. We wsi tej według rejestru poborowego powiatu sandomierskiego z 1629 roku mieszkało: 6 chłopów, którzy gospodarowali na 2 i 1/4 łana, płacili oni 9 florenów podatku; 2 zagrodników z ogrodami, którzy płacili 1 floren polski i 2 grosze; 5 ubogich komorników, którzy płacili 1 floren i 10 groszy podatku oraz 6 zagrodników z ziemią, którzy płacili 4 floreny i 24 grosze podatku. Razem z tej miejscowości oddano 16 florenów i 6 groszy poboru.
W 1827 r. wieś z folwarkiem liczyła 21 domów i 135 mieszkańców.
25 stycznia 1864 roku w Szczeglicach miała miejsce potyczka kawalerii powstańców styczniowych pod dowództwem rotmistrza Wojciecha Turskiego z oddziałem Kozaków. Walka zakończyła się rozbiciem oddziału powstańczego.
Według „Słownika geograficznego Królestwa Polskiego” w 1890 r. Szczeglice były wsią z folwarkiem należącą do ówczesnego powiatu sandomierskiego, gminy Górki i parafii Szczeglice, odległą o 30 wiorst od Sandomierza. We wsi znajdował się kościół murowany i szkoła początkowa. W 1890 roku wieś z folwarkiem liczyła 30 domów i 232 mieszkańców. W 1885 r. folwark obejmował 357 mórg gruntów, z czego 268 mórg gruntów ornych i ogrodniczych, 21 mórg łąk, 3 morgi pastwisk, 4 morgi lasu i 58 mórg nieużytków. Stosowano płodozmian 11-polowy. W folwarku znajdował się 1 budynek murowany i 15 drewnianych. Wcześniej w skład dóbr wchodziły: wieś Szczeglice z 23 osadami i 206 morgami gruntów, wieś Wysoka z 31 osadami i 207 morgami, wieś Wólka Łasicka z 7 osadami i 68 morgami oraz osada Moszyny z 1 morgą gruntów.

## Zabytki

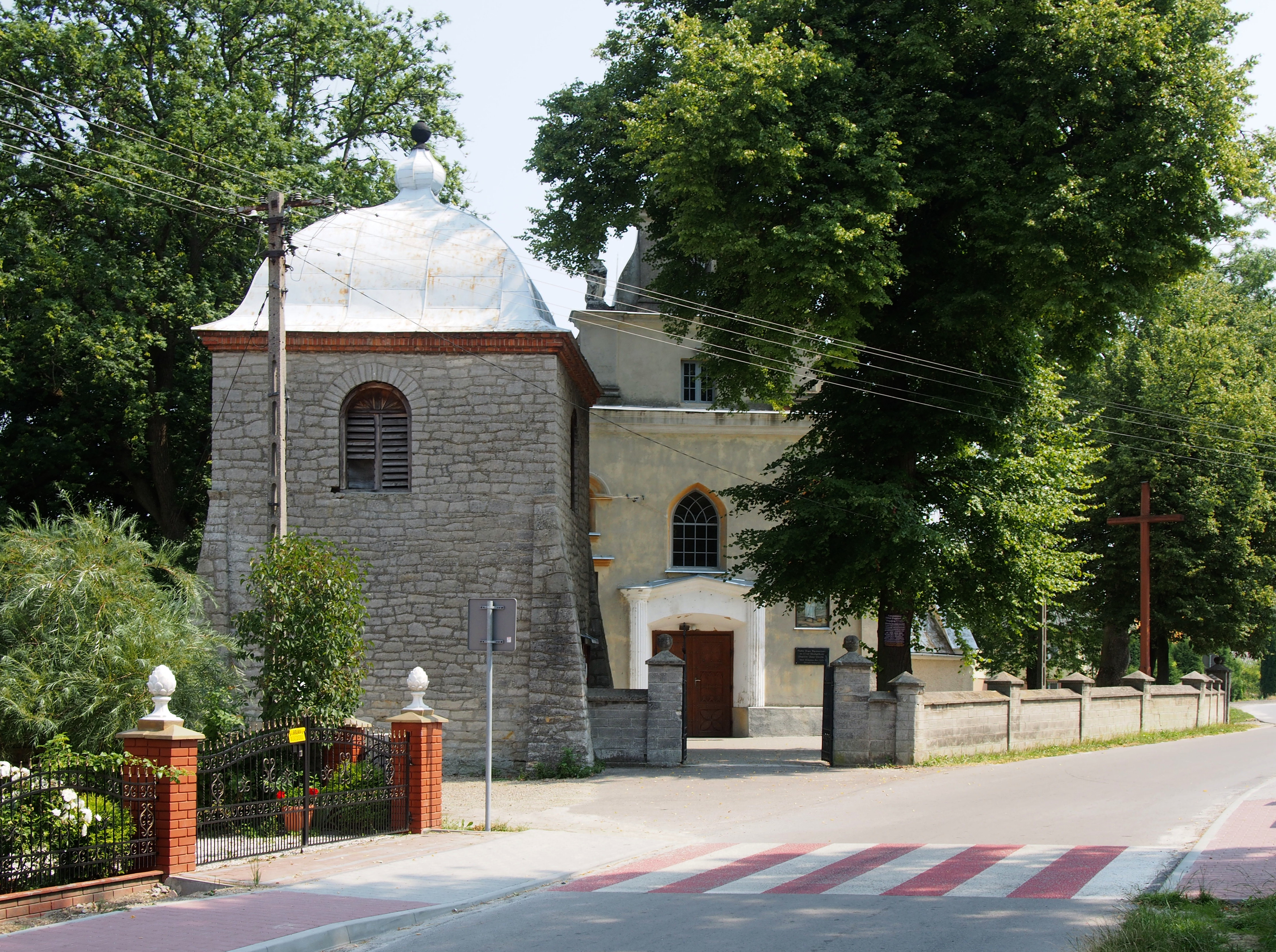
Kościół

- Kościół pw. św. Jerzego – wpisany do rejestru zabytków nieruchomych (nr rej.: A.850 z 26.01.1957 i z 15.04.1967)[9].  Kościół wybudowany w 1326 r. i rozbudowany ok. 1380 r. (dodano nawę). Kolejna rozbudowa miała miejsce w 1979 r., kiedy proboszcz ks. Feliks Brażewicz przedłużył kościół o 8 m, z materiału uzyskanego po rozbiórce frontu i wieży kościoła. W 1984 r. pomalowano kościół wewnątrz, w 1986 położono zewnętrzne tynki. W kościele znajduje się ołtarz główny, dwa ołtarze boczne i chór wsparty na dwóch kolumnach[7].
- Najstarsza część cmentarza parafialnego, z 1 poł. XIX w. (nr rej.: A.851 z 18.10.1989)[9].

## Literatura
- Kaczmarek Leon (red. nauk. zeszytu), Taszycki Witold (red. nauk. wyd.): Urzędowe Nazwy miejscowości i obiektów fizjograficznych. 33. Powiat staszowski województwo kieleckie. Komisja ustalania nazw miejscowości i obiektów fizjograficznych (do użytku służbowego). Z: 33. Warszawa: Urząd Rady Ministrów. Biuro do Spraw Prezydiów Rad Narodowych, 1970. Brak numerów stron w książce